# Trześcianka (gromada)
Trześcianka – dawna gromada, czyli najmniejsza jednostka podziału terytorialnego Polskiej Rzeczypospolitej Ludowej w latach 1954–1972.
Gromady, z gromadzkimi radami narodowymi (GRN) jako organami władzy najniższego stopnia na wsi, funkcjonowały od reformy reorganizującej administrację wiejską przeprowadzonej jesienią 1954 do momentu ich zniesienia z dniem 1 stycznia 1973, tym samym wypierając organizację gminną w latach 1954–1972.
Gromadę Trześcianka z siedzibą GRN w Trześciance utworzono – jako jedną z 8759 gromad – w powiecie hajnowskim w woj. białostockim, na mocy uchwały nr 16/V WRN w Białymstoku z dnia 4 października 1954. W skład jednostki weszły obszary dotychczasowych gromad Ancuty, Białki, Saki i Trześcianka ze zniesionej gminy Narew w tymże powiecie, oraz Soce i Puchły ze zniesionej gminy Ryboły w powiecie bielskim. Dla gromady ustalono 23 członków gromadzkiej rady narodowej.
31 grudnia 1959 do gromady Trześcianka przyłączono wsie Iwanki, Rohozy i Ogrodniki oraz przysiółek Hoźna ze zniesionej gromady Waniewo.
Gromada przetrwała do końca 1972 roku, czyli do kolejnej reformy gminnej.